# Martin Markel
Martin Markel (* 1968 Nové Město na Moravě) je český historik, zabývající se dějinami 19. století. Specializuje se na historii německé politiky na jižní Moravě. Pracuje v Historickém ústavu Filozofické fakulty Masarykovy univerzity.

### Knihy
- Dějiny Jaroslavic. Vyd. 1. [Rajhrad]: Martin Markel, 2006. 277 s. ISBN 80-239-7702-4.
- Svoboda a demokracie v regionu rakouského impéria: politika jihomoravských Němců v letech 1848-1919. Vyd. 1. Brno: Matice moravská pro Výzkumné středisko pro dějiny střední Evropy: prameny, země, kultura, 2010. 319 s., xv s. obr. příl. Země a kultura ve střední Evropě; sv. 18. ISBN 978-80-86488-76-9.
- Svobodný vinohrad. Historické kořeny terroir moravských vinic a vín. Vydání první. Brno: Mendelova univerzita v Brně, 2020. 258 stran. ISBN 978-80-7509-764-4.
- Vysídlení Němců z jižní Moravy 1945-1949. Brno: Vojenská akademie, 2002. 191 s. ISBN 80-85960-41-9.

### Odborné články a statě
- Mezi centrem a periférií – občanské elity ve Znojmě a okolí. In Lukáš Fasora - Jiří Hanuš - Jiří Malíř (eds.): Občanské elity a samospráva 1848-1948. 1. vyd. Brno: CDK, 2006. od s. 316-326, 11 s. ISBN 80-7325-091-8.
- Odraz Moravského paktu v komunální a regionální politice (na příkladu Znojemska). In Lukáš Fasora - Jiří Hanuš - Jiří Malíř (eds.): Moravské vyrovnání z r. 1905 - Der mährische Ausgleich: možnosti a limity národnostního smíru ve střední Evropě. 1. vyd. Brno: Matice moravská, 2006. od s. 87-102, 16 s. ISBN 80-86488-36-5.
- Vertreibung. Konstituierung des Nationalstaates, bürgerlicher Konflikt und ethnische Homogenisierung. In Tschechen und Österreicher. Gemeinsame Geschichte, gemeinsame Zukunft. 1. vyd. Wien-Brno: Matice moravská - Janineum, 2006. od s. 159-172, 14 s. ISBN 80-86488-31-4.
- Počátky moderní politiky na znojemském venkově. In Ročenka státního okresního archivu ve Znojmě. Znojmo: Státní okresní archiv Znojmo, 2005. od s. 80-98, 19 s. ISBN 978-80-86931-29-6.